# Безумный день у матушки
«Безумный день у матушки» (фр. Une Journée chez ma Mère) — кинофильм, эксцентрическая комедия.

## Сюжет
Мадам Шарлотта с детьми на время ремонта в собственной квартире перебирается в дом своей матушки мадам Беатрис, где квартируют несколько студентов, каждый со своими причудами. Дом превращается в безумный дом, где царят хаос, бедлам и происходят всякие несуразности. Кроме того все ждут прихода судебного исполнителя.

## В ролях
- Шарлотт де Тюркейм — Шарлотта / Кати
- Элен Венсан — Беатрис, мать Шарлотты
- Клэр Надо — Анна-Мария
- Лорелла Кравотта — Мария, домработница
- Энн Романофф — Клементина, подружка Кати
- Джордж Шнасс — Гюнтер, немецкий студент
- Жан-Франсуа Перрье — Судебный исполнитель
- Мишель Пейрелон
- Ноэми Орфелин
- Гуйналь Бартелеми